# Cypripedium passerinum
Cypripedium passerinum — травянистое растение; вид секции Obtusiflora рода Башмачок семейства Орхидные.
Относится к числу охраняемых видов (II приложение CITES).

## Распространение и экология
Северная Америка. Сырые хвойные леса, заросли, тундры на высотах 0—2200 метров над уровнем моря.

## Ботаническое описание
Травянистый многолетник 12—38 (—50) см.
Листья в количестве 3—7. Листовые пластинки эллиптические к эллиптически-ланцетным или яйцевидно-ланцетные, 5—19 × 1,5—6 см.
Цветки 1 (—2); чашелистики белые или зелёные; спинные чашелистики обратнояйцевидные, редко эллиптические, 11—20 × (7) 9—15 мм; боковые чашелистики сросшиеся, 6—12 мм, парус 6—15 мм шириной; лепестки распростёртые, белые, продолговатые до линейно-эллиптических, плоские, 12—20 × 3—6 мм; губа белая, реже розоватая, обратнояйцевидная, 11—20 мм; отверстие 9—13 мм; стаминодий сердцевидно-яйцевидный до яйцевидно-продолговатого.
Кариотип: 2n = 20.
Цветение в июне - июле.

## В культуре
Коллекционеры в западной части Канады сообщают, что Cypripedium passerinum при наличии хорошего дренажа легко выращивается в любой почве, в условиях обычного сада. Вид легко выращивается только в холодном климате. В широкой продаже отсутствует, но его можно найти в коллекциях в Северной Америке и Европе.
Зоны морозостойкости: 2—4.